# Tłuchowo (gmina)
Tłuchowo – gmina wiejska w Polsce w województwie kujawsko-pomorskim, w powiecie lipnowskim. W latach 1975–1998 gmina administracyjnie należała do województwa włocławskiego.
Siedzibą gminy jest Tłuchowo.
Według danych z 30 czerwca 2004 gminę zamieszkiwały 4562 osoby. Natomiast według danych z 31 grudnia 2019 roku gminę zamieszkiwało 4648 osób.

## Struktura powierzchni
Według danych z roku 2002 gmina Tłuchowo ma obszar 98,67 km², w tym:
- użytki rolne: 77%
- użytki leśne: 17%

Gmina stanowi 9,72% powierzchni powiatu.

## Demografia
Dane z 30 czerwca 2004:
| Opis                              | Ogółem | Ogółem | Kobiety | Kobiety | Mężczyźni | Mężczyźni |
| --------------------------------- | ------ | ------ | ------- | ------- | --------- | --------- |
| jednostka                         | osób   | %      | osób    | %       | osób      | %         |
| populacja                         | 4562   | 100    | 2262    | 49,6    | 2300      | 50,4      |
| gęstość zaludnienia (mieszk./km²) | 46,2   | 46,2   | 22,9    | 22,9    | 23,3      | 23,3      |

- Piramida wieku mieszkańców gminy Tłuchowo w 2014 roku[5].

## Historia

### Prehistoria, średniowiecze i nowożytność
W wyniku badań, przeprowadzonych przez pracowników naukowych Uniwesytetu Warszawskiego, początki zamieszkiwania ziemi, obecnie należących do Gminy Tłuchowo określa się na VII – III w. p.n.e. Także odkryto cmentarzyska na terenie Michałkowa znajdujące się ok. 500m od Skrwy oraz w Turzy Wilczej, oraz występywanie kultury pomorskiej (łużyckiej).
Historycznie – Tłuchowo i okolice należą do ziemi dobrzyńskiej. Po śmierci Bolesława w 1248 roku ziemie te przejął brat – książę Kazimierz, za którego panowania, w historii zapisano nazwę miejscowości – Tłuchowo, i dnia 10 marca 1252r. nadał tę miejscowość Piotrowi – synowi Świętosława. Po śmierci Kazimierza w 1267 roku, ziemie te przejął Siemowit. W 1373r. Ziemię Dobrzyńską przejął w lenno Władysław Opolczyk, którego kanclerzem był Mikołaj z Tłuchowa.
Mieszkańcy Tłuchowa i okolic odgrywali istotną rolę w życiu społeczno-politycznym swoich czasów, angażując się w kluczowe wydarzenia historyczne. W 1434 roku Piotr z Tłuchowa, należący do rodu Cholewów, oraz Jan Kłobukowski z Kłobukowa, przedstawiciel rodu Kuczabów, uczestniczyli w wyborze Władysława Jagiellończyka na króla Polski. Ich obecność na tym ważnym zgromadzeniu świadczyła o randze i znaczeniu lokalnej szlachty w sprawach państwowych.
W XVI wieku, w okresie Rzeczpospolitej szlacheckiej, Ziemia Dobrzyńska posiadała własny sejmik ziemski, który obradował w Lipnie, stanowiąc istotne centrum lokalnej administracji i polityki.
Region ten dzielił się wówczas na trzy powiaty: dobrzyński, lipnowski i rypiński. Powiaty, choć były najmniejszymi jednostkami administracyjnymi, nie zawsze wystarczały do precyzyjnego określenia lokalizacji danej miejscowości. Dlatego w praktyce często posługiwano się bardziej szczegółowym podziałem na parafie, które pełniły ważną rolę nie tylko w organizacji religijnej, ale i społecznej.
W czasie potopu szwedzkiego w 1656 roku wojska szwedzkie zdobyły zamek w Dobrzyniu, niszcząc miasto i dokonując rzezi jego mieszkańców. Grabieże i zniszczenia nie ominęły również okolicznych miejscowości, w tym Tłuchowa, Turzy Wilczej i Trzcianki, gdzie wiele majątków zostało splądrowanych i obróconych w ruinę.

### Rozbiory i okres zaborów
W czasie II rozbioru Polski w 1793 roku Ziemia Dobrzyńska została przyłączona do Prus Wschodnich, tracąc swoją dotychczasową przynależność do Rzeczypospolitej.
Po III rozbiorze Polski i utworzeniu w 1815 roku Królestwa Polskiego pod zwierzchnictwem Rosji, dokonano nowego podziału administracyjnego zajętych terenów.
W 1807 roku, na mocy decyzji Napoleona, obszar ten stał się częścią Księstwa Warszawskiego, co oznaczało chwilowe wyzwolenie spod pruskiego panowania. Jednak po upadku Napoleona i ustaleniach Kongresu Wiedeńskiego w 1815 roku Ziemia Dobrzyńska znalazła się w granicach Królestwa Polskiego, pozostającego pod kontrolą Rosji. Wyjątek stanowiła północno-wschodnia część regionu, która pozostała pod panowaniem Prus.
Tłuchowo już w 1825 roku było znaczącą osadą – liczyło 50 dymów i około 500 mieszkańców. Pełniło funkcję lokalnego ośrodka życia społecznego i kulturalnego, stanowiąc ważny punkt na mapie regionu. Słownik Geograficzny Królestwo Polskiego podaje, że 1826r. były tu cztery gorzelnie i sześć karczm.
W XIX wieku powstały pierwsze szkoły. Szkoła początkowa w Tłuchowie istniała już w 1825 roku, choć dokładna data jej założenia pozostaje nieznana. W czasach zaboru rosyjskiego placówka funkcjonowała w jednej z sal budynku urzędu gminy, a zajęcia prowadzone były w języku rosyjskim, zgodnie z ówczesną polityką rusyfikacyjną. Uczniowie i rodzice w ramach protestu domagali się wprowadzenia języka polskiego jako głównego języka nauczania. Władze ostatecznie zgodziły się na częściowe ustępstwo – przez cztery dni w tygodniu lekcje nadal odbywały się po rosyjsku, natomiast przez pozostałe dwa dni uczono w języku polskim.
Powstanie styczniowe w 1863 roku miało w okolicach Tłuchowa dynamiczny przebieg. Przez miejscowość lub jej okolice przebiegały trasy przemarszów powstańców z Lipna do Płocka – kluczowych ośrodków walki.
Przy kościele w Tłuchowie znajduje się pomnik-mogiła upamiętniający powstańców poległych w starciu z wojskami rosyjskimi pod Kozirogiem-Łęgiem. W pobliskim Mysłakówku przebywał gen. Zygmunt Padlewski – powstańczy dowódca okręgu płockiego, który 20 kwietnia 1863 roku wyruszył stamtąd na swoją ostatnią akcję przed aresztowaniem. Po upadku powstania wielu mieszkańców okolic zostało zesłanych na Sybir.
Podczas I wojny światowej liczni młodzi mężczyźni z Tłuchowa i okolic należeli do Polskiej Organizacji Wojskowej (POW). W Turzy Małej działała tajna szkoła oficerska POW, kierowana przez nauczyciela Jana Gniazdowskiego. W 1917 roku w Tłuchowie powstała również kobieca organizacja POW, zajmująca się wsparciem konspiracji oraz sprzeciwem wobec przymusowego poboru Polaków do armii niemieckiej.

### II Rzeczypospolita
11 listopada 1918 roku, po latach niewoli, Polska odzyskała niepodległość. W Lipnie organizację nowych władz powiatowych prowadził Hipolit Dunin Wąsowicz z Jasienia, a w Tłuchowie za tworzenie policji i administracji gminnej odpowiadał Henryk Dulczewski, późniejszy kierownik miejscowej szkoły.
W sierpniu 1920 roku mieszkańcy gminy Tłuchowo z niepokojem obserwowali przemarsz wojsk radzieckich, a po bitwie pod Włocławkiem – ich odwrót.
Na polepszenie jakości życia mieszkańców, miało wpływ zbudowanie w 1921 roku szosy, łączącej Tłuchowo z Dobrzyniem, a także agencji pocztowej w 1929r.

### II wojna światowa

#### Początek wojny i represje[9]
10 września 1939 roku wojska niemieckie wkroczyły na teren gminy Tłuchowo, szybko przejmując kontrolę i organizując własną administrację. Rozpoczęły się brutalne represje wobec lokalnej ludności. Gestapo aresztowało członków ochotniczej milicji, która tuż przed wojną powstała do obrony przed dywersją oraz do internowania niemieckich kolonistów. Wśród zatrzymanych znaleźli się m.in. Marian Błoński, Zygmunt Brzozowski, Marceli Cybulski, Abraham Golbert, Władysław Frankiewicz i Zygmunt Jabłoński. Chociaż wójt i sekretarz uniknęli aresztowania, ukrywając się przez cały okres wojny, Niemcy uwięzili szesnastoletniego syna wójta.
Prześladowania dotknęły także nauczycieli i właścicieli ziemskich, których podstępnie aresztowano, a wielu z nich poniosło śmierć w niemieckich obozach. Liczne rodziny zostały wysiedlone, a młodzież wywożono na przymusowe roboty do III Rzeszy. Zakazano używania języka polskiego w miejscach publicznych. Niemiecka administracja przejęła budynek urzędu gminy, który przeniesiono do zajętych domów Edwarda Podgórskiego i Władysława Łukowskiego.
Główną władzę w gminie sprawował niemiecki Amtskommissar, którego zastępcą został Hugo Tober – syn miejscowego kolonisty. Administrator majątku ziemskiego w Jasieniu, Komik, stał na czele miejscowej NSDAP i prowadził rekrutację do partii.

#### Zbrodnie wojenne dokonane przez Niemców, w Źródłach i Tłuchówku[10]
19 września 1944 roku oddział Gestapo (Jagdkommando) z Ligowa dokonał pacyfikacji wsi Źródła oraz okolicznych miejscowości. Dorosłych mieszkańców Źródeł, Gorzeszyna, Obozu i Podola spędzono do lasu, gdzie przeprowadzono masową egzekucję. Niemcy przywieźli tam także ciała między innymi Ignacego Barcikowskiego i Józefa Krysztoforskiego, wcześniej rozstrzelanych pod Ligowem. Wszystkie ofiary pochowano we wspólnej mogile w lesie.
12 października 1944 roku Źródła ponownie stały się miejscem niemieckiej zbrodni. Nad ranem wieś została otoczona, a oddział egzekucyjny Jagdkommando przeszukiwał domy, dokonując egzekucji „podejrzanych” mieszkańców tuż obok ich zabudowań. Ciała ofiar zakopano na miejscach egzekucji, a po wojnie w 1945 roku ekshumowano je i pochowano na cmentarzach w Tłuchowie i Ligowie.
26 października 1944 roku podobna zbrodnia miała miejsce w Tłuchówku. Na oczach polskich robotników przymusowych Niemcy dokonali publicznej egzekucji 22-letniego Zbigniewa Mostka z Lipna i 21-letniego Henryka Ruszczaka z Koziroga Rzecznego. Ich ciała zakopano za dworską oborą, a po wojnie przeniesiono na cmentarze w Tłuchowie i Lipnie.
Okres okupacji hitlerowskiej (1939–1945) był dla gminy tragiczny. Represje dotknęły większość rodzin, a życie straciło 87 mieszkańców – na froncie, w egzekucjach i obozach. Największą ofiarę poniosła wieś Źródła, gdzie Niemcy rozstrzelali 20 osób.

#### Wyzwolenie Tłuchowa i upamiętnienie
21 stycznia 1945 roku Tłuchowo i cała gmina zostały wyzwolone przez Armię Czerwoną. Władza przeszła w ręce nowej administracji, wspieranej przez sowieckiego komisarza wojennego i ochotniczą milicję.
Dla upamiętnienia ofiar okupacji, dzięki staraniom członków ówczesnego ZBoWiD oraz mieszkańców gminy, w centralnym punkcie Tłuchowa wzniesiono pomnik. Na tablicach umieszczono nazwiska poległych i pomordowanych, by oddać hołd tym, którzy zginęli w latach 1939–1945.

### Polska Ludowa
Po II wojnie światowej pierwszym wójtem został Antoni Plec, a sekretarzem Stefan Nadolski. Urząd Gminy wrócił do swojej przedwojennej siedziby.
Lata 1946–1950: Wprowadzono reformę rolną – rozparcelowano 10 majątków ziemskich. Wójtem zostali kolejno: Apolinary Mąkowski (1946) i Walenty Frejlichowski (1948). W 1950 r. zlikwidowano stanowisko wójta, zastępując je Gromadzką Radą Narodową (GRN).
Lata 1954–1972: W 1954 r. gminę podzielono na trzy mniejsze gromady (Tłuchowo, Jasień, Mysłakówko). Stopniowo łączono gromady – w 1959 r. połączono Tłuchowo i Jasień, a w 1972 r. Mysłakówko. Przewodniczącymi GRN byli m.in. Stanisław Leszczyński, Stanisław Jankowski i Eugeniusz Bronikowski. W 1959r. Tłuchowo zostało zelektryfizowane.
Lata 1973–1989: W 1973 r. przywrócono gminy jako podstawowe jednostki administracyjne, tworząc gminę Tłuchowo w woj. włocławskim. Pierwszym naczelnikiem został Tomasz Woźnicki, a przewodniczącym GRN Jan Grzeszkiewicz. W 1982 r. oddano do użytku nowy budynek Urzędu Gminy. W 1988 r. przewodniczącym Rady Gminy został Tadeusz Pawłowski. Pod koniec lat 80. wzrosła samorządność i niezależność lokalnych władz.

### Lista wójtów Gminy Tłuchowo
| Imię i nazwisko                                                                                                | Lata                           | Uwagi |
| --- | ------------------------------ | --- |
| Marian Dunin Wąsowicz                                                                                          | 1867 – 1870                    | właściciel Tłuchowa Jeżewa i Tłuchówka |
| Juliusz Klimkiewicz                                                                                            | 1870 – 1875                    | właściciel majątku w Tłuchowie |
| Feliks Tłuchowski                                                                                              | 1875 – ?                       | |
| II Rzeczypospolita (Tłuchowo stało się częścią województwa warszawskiego, a następnie województwa pomorskiego) |                                | |
| Jan Kaczyński                                                                                                  | 1918 – ?                       | |
| Karol Kozanecki                                                                                                | ? – 1931                       | |
| Stanisław Kozanecki                                                                                            | 1931 – 1935                    | syn Karola Kozanieckiego, objął urząd po ojcu |
| Ignacy Jabłoński                                                                                               | 1935 – 1939                    | podczas okupacji niemieckiej chciano go aresztować, jednakże przez cały okres okupacji się ukrywał; zamiast niego aresztowano jego szesnastoletniego syna |
| Okupacja niemiecka                                                                                             |                                | |
| Nieznane | 1939 – 1945                    | Amstkomissarem został Niemiec z Rzeszy, jego zastępcą został Hugo Tober – syn niemieckiego kolonialisty. |
| Polska Rzeczypospolita Ludowa                                                                                  |                                | |
| Antoni Plec | 1945 – 1946                    | z Kamienia Kotowego |
| Apolinary Mąkowski                                                                                             | 1946 – 1948                    | |
| Walenty Frejlichowski                                                                                          | 1948 – 1950                    | |
| Po likwidacji urzędu wójta w 1950 roku; gromada Tłuchowo                                                       |                                | |
| Walenty Frejlichowski                                                                                          | 1950 – 1952                    | jako prezydium, przewodniczący Gromadzkiej Rady Narodowej |
| Stanisław Leszczyński                                                                                          | 1952 – 1964                    | jako prezydium, przewodniczący Gromadzkiej Rady Narodowej - w roku 1954r. gromada Tłuchowo, uległa podziałowi na trzy inne: Tłuchowo, Jasień (Józef Ostrowicki), Trzcianka (Henryk Głodkowski) - w 1959r. doszło do połączenia trzciańskiej gromady z tłuchowską |
| Stanisław Jankowski                                                                                            | 1964 – 1967                    | jako prezydium, przewodniczący Gromadzkiej Rady Narodowej |
| Eugeniusz Bronikowski                                                                                          | 1967 – 1973                    | w 1972r. doszło do zjednoczenia gromady z Mysłakówka i Tłuchowa |
| Edmund Baranowski                                                                                              | tymczasowo, 1973r.             | tymczasowo, 1973r. |
| Kazimierz Słodowicz                                                                                            | tymczasowo, 1973r.             | tymczasowo, 1973r. |
| Eugeniusz Witkowski                                                                                            | tymczasowo, 1973r.             | tymczasowo, 1973r. |
| Nowy podział administracyjny w 1973r. (Tłuchowo stało się częścią województwa włocławskiego)                   |                                | |
| Tomasz Woźnicki                                                                                                | 1973 – 1990                    | pierwszy naczelnik gminy; magister inżynier; w wyniku wyborów do rad narodowych pod koniec lat osiemdziesiątych, Woźnicki nadal pozostał naczelnikiem |
| III Rzeczpospolita                                                                                             |                                | |
| Tomasz Woźnicki                                                                                                | 1990 – 1998                    | w wyniku uchwały Rady Gminy Tłuchowo z 1990, urząd wójta przejął naczelnik; przez cały okres w wyniku wyborów rady gminy, został wybierany wójtem, aż do czasu przejścia na emeryturę z dniem 28 października 1998r.                                             |
| Krzysztof Roman Dąbkowski                                                                                      | 1998 – obecnie                 | magister inżynier; \| Rok \| Wynik w wyborach samorządowych \| \| ---- \| ------------------------------ \| \| 2002 \| 92,53%[11] \| \| 2006 \| 95,56%[12] \| \| 2014 \| 100%[13] \| \| 2018 \| wygrana[14] \| \| 2024 \| 85,03%[15] \|                          |
| Rok | Wynik w wyborach samorządowych | |
| 2002 | 92,53%                         | |
| 2006 | 95,56%                         | |
| 2014 | 100%                           | |
| 2018 | wygrana                        | |
| 2024 | 85,03%                         | |

## Kultura i oświata
W całej gminie znajdują się obecnie 3 placówki oświatowe.
| Status i poziom szkoły         | Obecnie nieistniejące | Istniejące i działające |
| ------------------------------ | --- | --- |
| przedszkole                    | Brak. | Przedszkole Publiczne „Bajkowa Kraina” w Tłuchowie. |
| szkoła podstawowa              | Obecnie już nie istniejące szkoły, znajdowały się w pobliżu siedziby gminy – Tłuchowa. - Szkoła Podstawowa w Jasieniu (1925-2004) - Szkoła Podstawowa w Julkowie (1959-1979) - Szkoła Podstawowa w Turzy Wilczej (1925-2003) - Szkoła Podstawowa w Borowie (1929-1982) - Szkoła Podstawowa w Trzciance (1918-1999) - Szkoła Podstawowa w Źródłach (1926-1998) - Szkoła Podstawowa w Kłobukowie (1962-1975) - Szkoła Podstawowa w Kozirogu Rzecznym (1960-1975) | Obecnie działają tylko dwie szkoły podstawowe. - Publiczna Szkoła Podstawowa im. Bohaterów Westerplatte w Tłuchowie - Publiczna Szkoła Podstawowa im. Adama Mickiewicza w Mysłakówku |
| szkoła gimnazjalna / gimnazjum | Gimnazjum Publiczne w Tłuchowie imienia Ziemi Dobrzyńskiej (1997-2017) | W wyniku wygaśnięcia gimnazjum, szkołę połączono ze szkołą podstawową w Tłuchowie.                                                                                                   |
| szkoła zawodowa (branżowa)     | W historii gminy istniała tylko jedna szkoła branżowa, ukierunkowana na edukację rolniczą. - Zasadnicza Szkoła Rolnicza w Tłuchowie (1961-1987) | Brak. |

W 1965 r. w Tłuchowie został zbudowany wiejski dom kultury, który w latach siedemdziesiątych przemianowano na Gminny Ośrodek Kultury. W latach 90 odbywały się tam popularne w okolicy dyskoteki, w dniach dzisiejszych w godzinach popołudniowych i wieczornych odbywają się zajęcia z lokalną młodzieżą. Od 2003r. działa harcerstwo. Ze środków Unii Europejskiej (w wyniku programu „Maluch+”) 28 sierpnia 2024 roku otwarto Klub Dziecięcy Tłuchowiaczek. W Tłuchowie, 29 stycznia 2025 roku, otwarto Tłuchowską Strefę Kultury, w której będą odbywać się wydarzenia kulturalne dedykowane mieszkańcom gminy.

## Osoby urodzone lub związane z gminą
- Świętosław – pierwszy właściciel okolicznych ziem,
- Mikołaj z Tłuchowa – kanclerz Władysława Opolczyka,
- generał Zygmunt Padlewski – przebywał w Mysłakówku,
- Jan Gniazdowski – nauczyciel, kierownik POW[29],
- Lech Wałęsa – prezydent Polski, urodzony na terenie gminy (w Popowie). W 2012r. odznaczony nagrodą Tłuchowianin Roku[30].

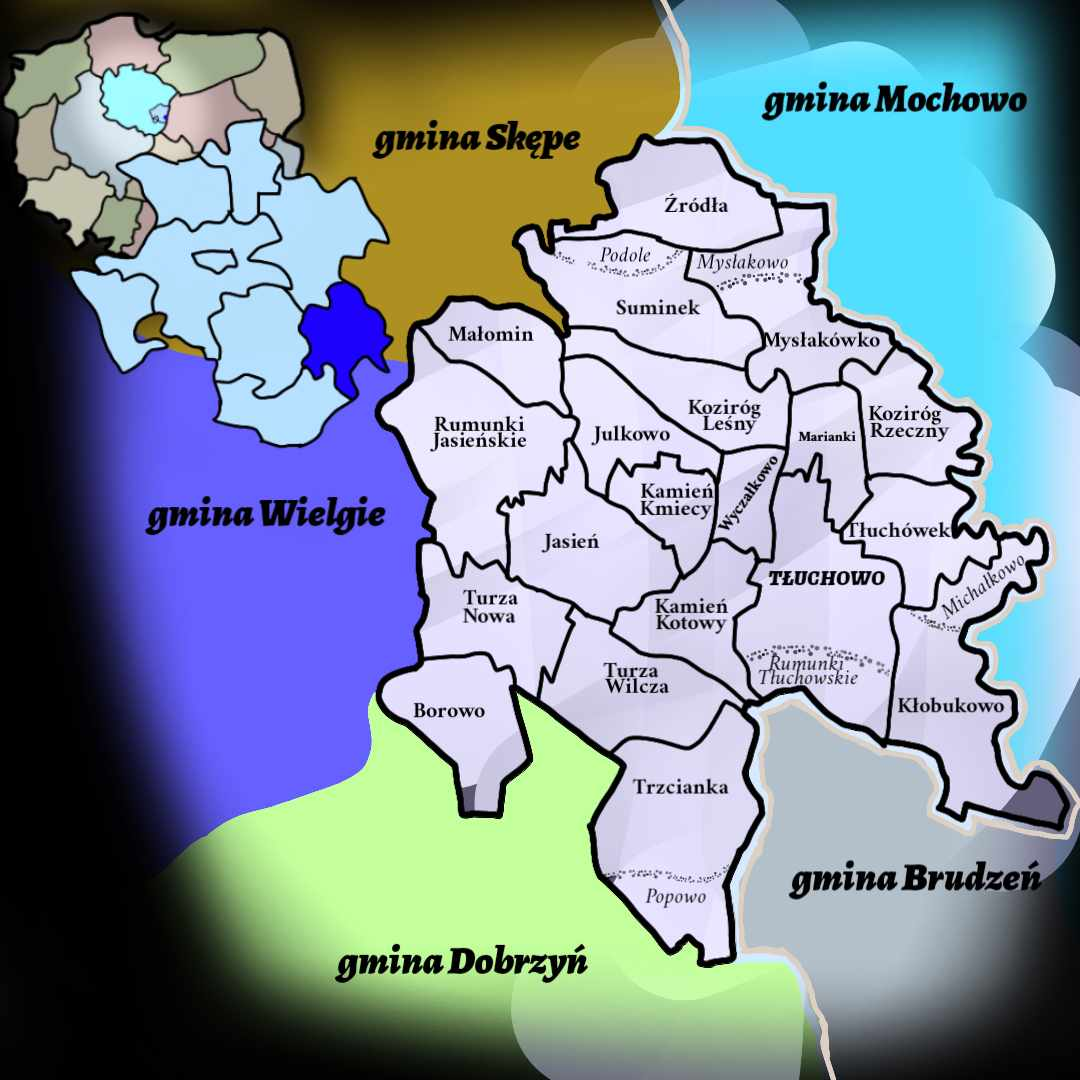
Mapa gminy Tłuchowo.

## Sport
Na terenie gminy działa lokalny klub piłkarski Tłuchowia Tłuchowo grający w sezonie 2025/2026, w III lidze i siatkarski Volleyball Team Tłuchowo. Organizowany jest Puchar Wójta Tłuchowo w futsalu, oraz siatkówce.
W szkołach jest uruchomiony program SKS. W Tłuchowie znajduje się Stadion Gminny oraz dwa boiska, wybudowane na terenie szkoły, wybudowane w wyniku programu Orlik 2012.
W wyniku internetowego głosowania organizowanego przez profil 4 Liga Polska na platformie Facebook Stadion Gminny GZS-u Gminnego Zespołu Sportowego Tłuchowia Tłuchowo w Tłuchowie zajął trzecie miejsce o miano "najpiękniejszego stadionu 4. ligi".

## Zabytki
Wykaz zarejestrowanych zabytków nieruchomych na terenie gminy:
- drewniana stodoła z przełomu XVIII/XIX w. przy ul. 1 Maja 19 w Tłuchowie, nr 212/A z 21.10.1986 roku.

## Sołectwa
Borowo, Jasień, Julkowo, Kamień Kmiecy, Kamień Kotowy, Kłobukowo, Koziróg Leśny, Koziróg Rzeczny, Małomin, Marianki, Mysłakówko, Rumunki Jasieńskie, Suminek, Tłuchowo, Tłuchówek, Trzcianka, Turza Nowa, Turza Wilcza, Wyczałkowo, Źródła.

## Pozostałe miejscowości
Jeżewo, Michałkowo, Mysłakowo, Podole, Popowo.

## Sąsiednie gminy
Brudzeń Duży, Dobrzyń nad Wisłą, Mochowo, Skępe, Wielgie.